# Флиант
Флиант (также Флиас или Флиунт, др.-греч. Φλίας, Φλιοῦς) — персонаж древнегреческой мифологии. Сын Диониса и Арефиреи (или Ариадны). Или сын Ликея.
Жена Хтонофила (дочь Сикиона), сын Андродамант. Аргонавт. По аргосской версии, был сыном Кейса и Хтонофилы и внуком Темена. Отец Дамеона.